# معیار مالامپاتی

معیار مالامپاتی

دسته‌بندی راه هوایی یا معیار مالامپاتی روشی است در بیهوشی که به افتخار متخصص بیهوشی آمریکایی-هندی بنام مالامپاتی به این نام نامگذاری شد. با استفاده از این معیار می‌توان میزان سختی لوله‌گذاری داخل نای را پیش‌بینی کرد.

این آزمون شامل یک ارزیابی بصری و سنجش فاصله سقف دهان تا قاعده زبان است. این روش یک راه غیرمستقیم برای سنجش میزان سختی یا آسان بودن لوله گذاری داخل تراشه است. نمرات بالا (نمره ۳ و ۴) در این معیار با لوله‌گذاری سخت تراشه و همچنین وقفه تنفسی در خواب همراه است.

## روش
اساس این روش بر اساس سؤال از بیمار طراحی شده‌است. در این روش از بیمار در حالت نشسته خواسته می‌شود که دهان خود را باز کرده و زبان خود را تا حد امکان بیرون بیاورد. در این حالت شکل حفره دهان قابل مشاهده است و ارزیاب بررسی می‌کند که آیا زبان کوچک و پایه آن و همچنین کام نرم قابل مشاهده هست یا خیر؟ همچنین بسته به شرایط می‌توان از بیمار درخواست کرد که آواسازی کند؛ یعنی اگر زبان بیمار برآمده باشد از بیمار درخواست می‌شود که آواسازی کند تا دید بهتری برای شحص ارزیاب فراهم شود.

### معیار مالامپاتی تعدیل شده[۳]
- کلاس I: کام نرم، زبان کوچک، حلق و ستونهای لوزه دیده می‌شود.
- کلاس II: کام نرم، زبان کوچک و حلق دیده می‌شود.
- کلاس III: کام نرم و قاعده زبان کوچک دیده می‌شود.
- کلاس IV: کام نرم دیده نمی‌شود. در اصل فقط کام سخت مشاهده می‌شود.

### معیار مالامپاتی[۱]
- کلاس 1: ستونهای لوزه، کام نرم و حلق مشاهده می‌شود.
- کلاس 2: ستونهای لوزه و کام نرم مشاهده می‌شود اما زبان کوچک توسط قاعده زبان پوشیده شده‌است.
- کلاس 3: فقط کام نرم قابل مشاهده است.

## اهمیت بالینی
کلاس‌های I و II نشان دهنده لوله‌گذاری راحت تراشه بوده و کلاس‌های III و IV بیان کننده لوله‌گذاری تراشه همراه با مشکل است. در ۴۲ مطالعه صورت گرفته بر روی ۳۴٫۵۱۳ نفر نشان داده شد که معیار مالامپاتی تعدیل شده، معیار مناسبی برای پیش‌بینی میزان دشواری لارنگوسکوپی و لوله گذاری تراشه در بیماران است اما در مقابل معیار مناسبی برای پیش‌بینی میزان دشواری تهویه بیمار با بگ نیست؛ بنابراین این مطالعه نشان داد که بهتر است برای پیش‌بینی دشواری لارنگوسکوپی و لوله گذاری داخل تراشه از ترکیب چند تست استفاده شود و یک تست روش خوبی برای اطمینان نیست.